# Khaya senegalensis

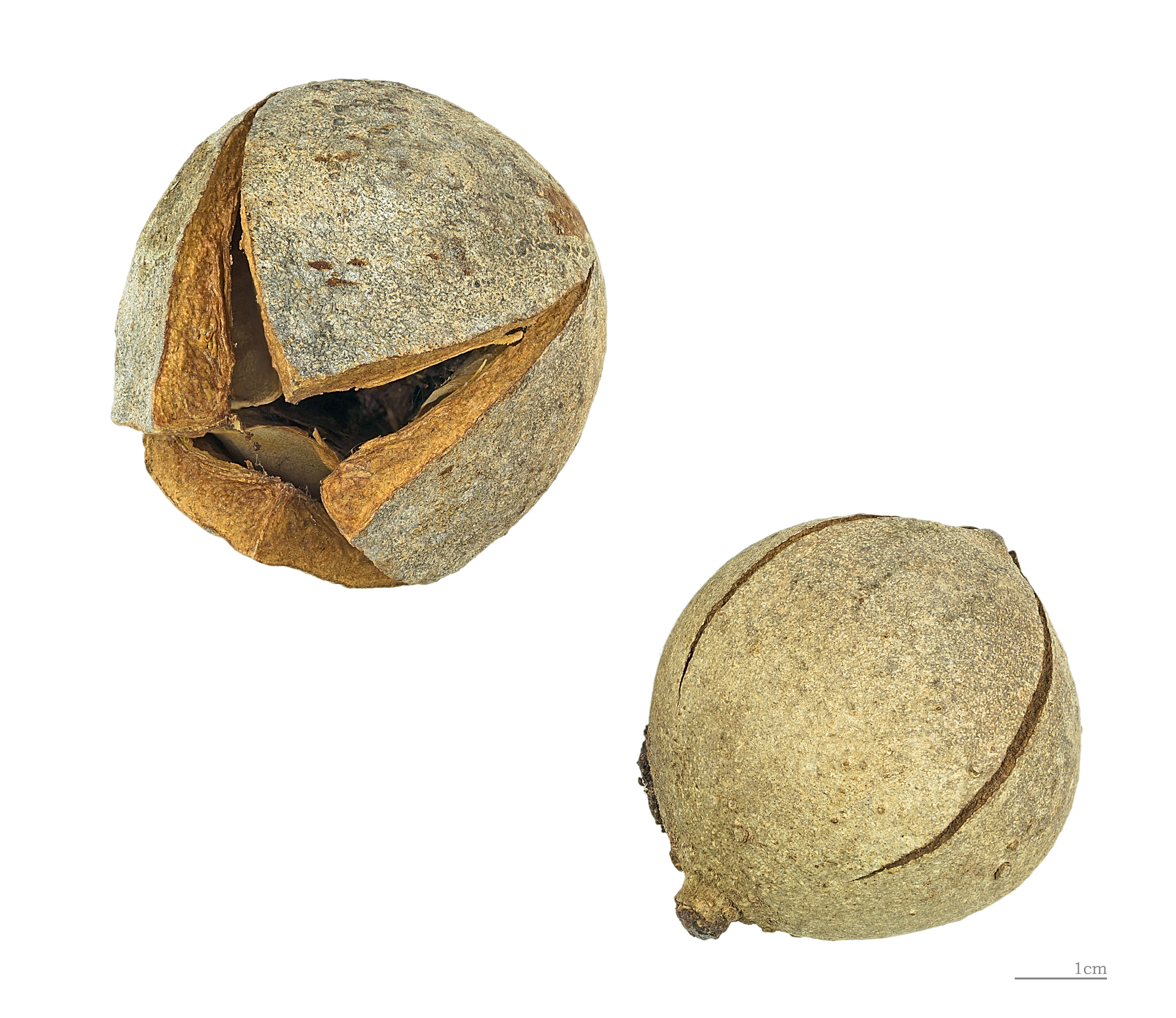
Kapselfrucht

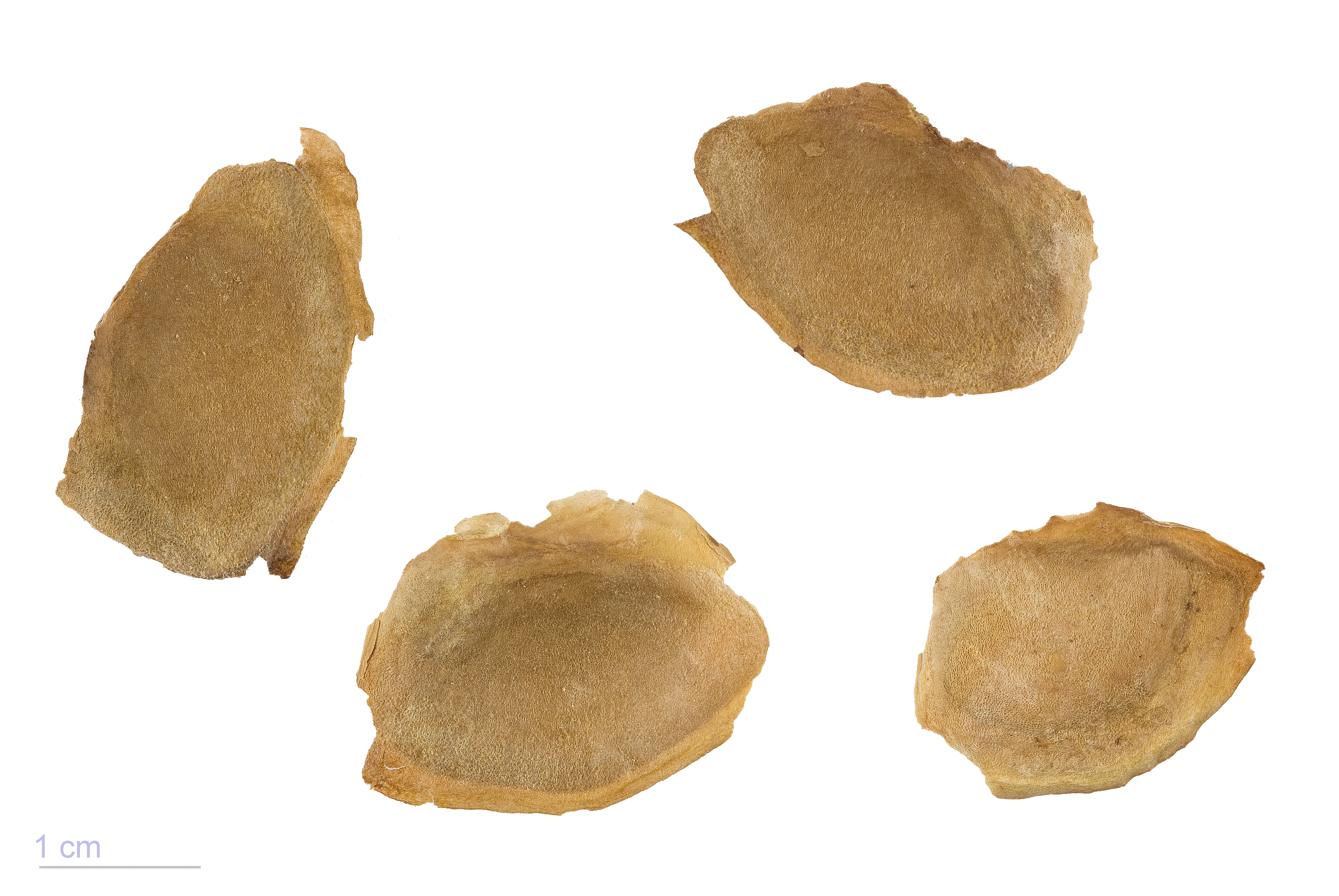
Samen

Khaya senegalensis (Syn.: Swietenia senegalensis Desr.), im Deutschen auch als „Afrikanisches Mahagoni“ bezeichnet, ist eine Pflanzenart aus der Familie der Mahagonigewächse (Meliaceae).

## Verbreitung und Gefährdung
Das Areal von Khaya senegalensis im subsaharischen Afrika reicht vom Senegal bis in den Sudan. Khaya senegalensis kommt in Benin, Burkina Faso, Kamerun, in der Zentralafrikanischen Republik, im Tschad, der Elfenbeinküste, in Gabun, Gambia, Ghana, Guinea, Guinea-Bissau, Mali, Niger, Nigeria, Senegal, Sierra Leone, im Sudan, in Togo, und Uganda vor.
Khaya senegalensis ist auf der Roten Liste der IUCN als „vulnerable“ = „gefährdet“ geführt, gilt aber andererseits im westlichen Australien als invasive Art.

## Beschreibung

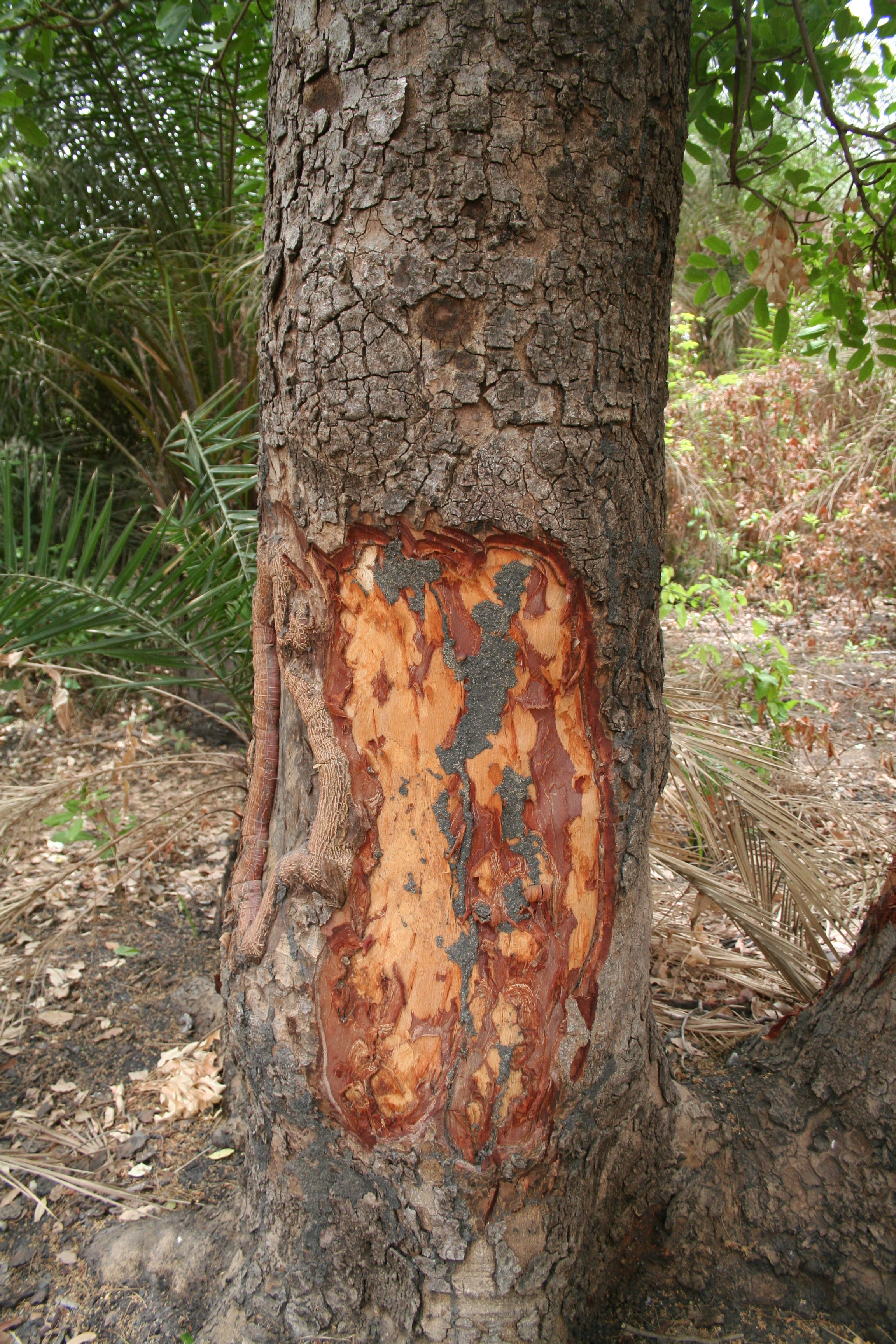
Die Borke wird medizinisch genutzt

Bei Khaya senegalensis handelt sich um meist immergrüne Bäume, die Wuchshöhen von bis zu 35 Meter erreichen. Der Stammdurchmesser erreicht über 1,5 Meter. Die Borke ist braun-grau und schuppig.
Die wechselständigen, schraubigen Laubblätter an den Zweigenden sind paarig gefiedert, mit drei bis sechs Paaren Fiederblättchen, die ganzrandig, glänzend und kahl sind. Die leicht ledrigen Blättchen sind kurz gestielt und eiförmig oder -lanzettlich bis verkehrt-eiförmig bis -eilanzettlich oder länglich und an der Spitze meist bespitzt. Sie sind etwa 6–14 Zentimeter lang. Nebenblätter fehlen.
Khaya senegalensis  ist einhäusig monözisch. Die achsel- oder endständigen, rispigen Blütenstände sind etwa 20 cm lang. Die duftenden, kurz gestielten Blüten sind eingeschlechtlich, sehr ähnlich und vierzählig mit doppelter Blütenhülle. Die kleinen Kelchblätter sind grün mit rundlichen Lappen. Die vier bis fünf, bootförmigen Kronblätter sind weiß bis cremefarben. Die cremefarbenen bis leicht rötlichen, etwa 8 Staubblätter sind jeweils zu einer urnenförmigen, oben gezähnten Röhre verwachsen, die Antheren sitzen innen und oben in der Röhre. Der vierkammerige Fruchtknoten ist oberständig und die scheibenförmige Narbe ist gelb. Bei den männlichen Blüten ist ein Pistillode und bei den weiblichen sind Staminodien mit Antheroden ausgebildet. Es ist jeweils ein kissenförmiger Diskus vorhanden.
Die holzige, raue, schorfige, grau-bräunliche und vierklappige, rundliche, vielsamige Kapselfrucht ist etwa 4–8 cm lang und dickschalig. Die etwa 2–2,5 Zentimeter langen, abgeflachten und etwa eiförmigen bis elliptischen, bräunlichen Samen sind median knapp geflügelt.

## Nutzung
Khaya senegalensis ist ein wichtiges Nutzholz, das als „Afrikanisches Mahagoni“ vermarktet wird und lokal als Bauholz, für Kunsthandwerk und zur Herstellung von Booten und Mörsern genutzt wird. Während der französischen Kolonialherrschaft wurde diese Art in vielen westafrikanischen Ländern als schattengebender Straßenbaum gepflanzt. Es gibt auch zahlreiche medizinische Nutzungen.
Aus den Samen kann ein Speiseöl erhalten werden.
Die Blätter, die Rinde, Wurzeln und die Samen werden auch medizinisch verwendet.